# Amedeo Della Valle
Amedeo Della Valle, né le 11 avril 1993, à Alba, en Italie, est un joueur italien de basket-ball. Il évolue au poste d'arrière.

## Biographie
Della Valle réalise une très bonne saison en EuroCoupe 2017-2018. Il est nommé dans le meilleur 5 majeur de la compétition.
En juin 2018, Della Valle s'engage avec l'Olimpia Milan à partir de la saison 2018-2019 et jusqu'à la fin de la saison 2020-2021,. En mai 2020, l'Olimpia Milan licencie Della Valle.
Pour la saison 2020-2021, il signe avec le club monténégrin de Budućnost Podgorica.

## Palmarès
- Champion d'Europe des -20 ans 2013
- EuroChallenge 2014
- Vainqueur de la coupe du Monténégro : 2021
- Champion du Monténégro : 2021